# Kaliberlängd

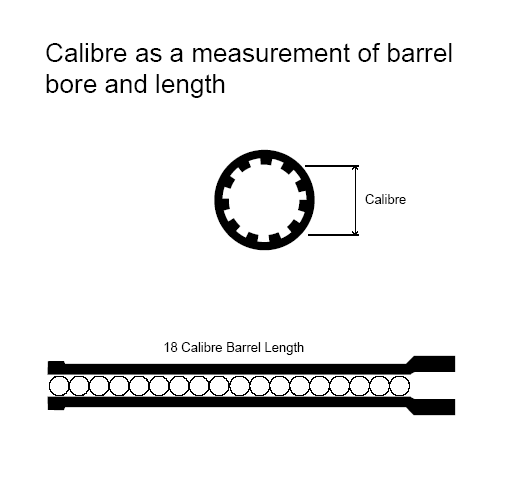

Kaliberlängd är längden på eldröret på en kanon, speciellt grövre sådana. Måttet räknas från bakstycket till mynningen, och är längden delat med eldrörets diameter, för att ge ett värde. Som ett exempel har det svenska försvarets Haubits 77/B en diameter på eldröret på 155 mm och en längd på 6 045 mm, vilket ger en kaliberlängd på 39. Detta skrivs ibland med prefixet L/, så sagda haubits kan även sägas ha en kaliber på 155 mm L/39. Ett sätt att förstå relationen mellan diameter och längd på eldröret är att ta en serie helt runda klot, som precis passar i eldröret. Så många klot som man kan fylla eldröret med, så stor är kaliberlängden. Se illustration.
Vapen med stor kaliberlängd har i regel hög utgångshastighet. Det långa eldröret medför att krutgaserna kan accelerera projektilen under en längre sträcka. Den längre tiden som projektilen befinner sig i eldröret betyder också att krutladdningen kan göras större och ändå förbrännas helt.